# Helmuth von Hardenberg
Helmuth Wilhelm Graf von Hardenberg (* 31. August 1842 in Neuhardenberg; † 26. August 1915 in Berlin-Wilmersdorf) war ein preußischer Generalmajor und Kommandeur der 14. Kavallerie-Brigade.

## Leben

### Herkunft
Sein Großvater war der Kammerherr und Landjägermeister Georg Adolph Gottlieb von Hardenberg.
Seine Eltern waren Carl Adolf Christian von Hardenberg (1794–1866) und dessen zweite Ehefrau Charlotte, geborene von Hedemann (1800–1871). Sein Vater war Oberstleutnant a. D., war erbliches Mitglied des preußischen Herrenhauses sowie ein freier Standesherr, verzichtete aber auf seine Fürstenwürden. Sein Bruder Werner (1829–1909) wurde preußischer Generalleutnant.

### Leben
Er erhielt seine Schulbildung in der Erziehungsanstalt Schnepfenthal in Thüringen. Danach bekam er Privatunterricht in Zerbst und Berlin. Nach seinem Abschluss trat er am 20. Juni 1859 in das 2. Dragoner-Regiment der Preußischen Armee ein und avancierte bis Mitte November 1862 zum Sekondeleutnant. Während des Deutschen Krieges von 1866 kämpfte er bei Liebenau, Münchengrätz und Königgrätz. Vom 9. Oktober 1867 bis zum 30. September 1868 war er zum Militärreitinstitut kommandiert und stieg Mitte Dezember 1868 zum Premierleutnant auf.
Während des Deutsch-Französischen Krieges kämpfte er bei Vionville, Gravelotte, Beaune-la-Rolande und Orleans. Ferner war er bei der Belagerung von Metz sowie den Gefechten bei Montbarrois, Bois-Commune, Chilleurs-aux-Bois, Vaumeinbert, Gien, Laval und La Fliche.<"-- copie fast nicht lesbar --> Ausgezeichnet mit dem Eisernen Kreuz II. Klasse wurde Hardenberg nach dem Krieg Rittmeister und Eskadronchef. Er bekam am 13. November 1886 den Charakter als Major und am 15. Februar 1887 das Patent zu seinem Dienstgrad. Am 22. April 1889 wurde seinem Regiment aggregiert und am 22. Mai 1889 als etatsmäßiger Stabsoffizier in das Dragoner-Regiment Nr. 17 versetzt. Dort stieg er am 30. März 1892 zum Oberstleutnant auf. Am 17. Mai 1892 wurde er zur Vertretung des Kommandeur in das Dragoner-Regiment Nr. 14 versetzt, dazu bekam er den Rang eines Regimentskommandeurs. Am 18. Juni 1892 erfolgte die Ernennung zum Regimentskommandeur und am 27. Januar 1895 die Beförderung zum Oberst. Anlässlich des Ordensfestes erhielt er im Januar 1897 den Roten Adlerorden III . Klasse mit Schleife und wurde am 17. April 1897 unter Stellung à la suite seines Regiments Kommandeur der 14. Kavallerie-Brigade in Düsseldorf. Am 15. Juni 1898 wurde er zum Generalmajor von der Armee befördert und kurz danach am 26. Juni 1898 mit Pension zur Disposition gestellt.
Er starb am 26. August 1915 in Berlin-Wilmersdorf und wurde am 29. August 1915 auf dem Invaliden-Friedhof beigesetzt.

### Familie
Hardenberg heiratete am 20. Mai 1872 in Zernikow Olga von Wedel (1847–1935), Tochter des Ritterschaftsrates Wilhelm von Wedel (1819–1889). Das Paar hatte den Adoptivsohn Ernst Schattschneider (* 1894), Dr. Jur. Ministerialrat, der den Namen Graf von Hardenberg-Schattschneider führte.